# Balança fiscal de Catalunya amb l'Administració Central
Per Balança Fiscal d’una Comunitat Autònoma o d’un Estat federat en una Federació s'entén, com a definició habitual dels experts –i que es correspon amb el que normalment es sobreentén en un escrit periodístic o en un discurs polític, així com amb el que entenem el públic en general: 
La diferència entre els impostos estatals i cotitzacions socials recaptats (que suporten els residents de la comunitat autònoma), al llarg d’un any, i els recursos públics que, des de l’Administració Central, es destinen o reverteixen –directament o indirectament– als residents de tal comunitat i a les institucions d’autogovern.
En d'altres termes, la diferència entre l'esforç fiscal dels residents en el territori, recaptat per l’Administració Central, EF, i el retorn al territori, R. La part principal d’aquest és un retorn monetari, dit directe, Rd, en forma de transferències al govern autònom i pagaments directes als residents (Pensions i Subsidis d’atur, principalment). I l’altra part –dita retorn indirecte, Ri– és en forma de serveis de caràcter estatal o central, en la part corresponent als residents del territori (la part proporcional, bàsicament segons població). És adir, R = Rd + Ri; i, en definitiva, Balança fiscal = EF – R . Encara que és freqüent expressar-la a la inversa: Balança fiscal = R – EF, perquè així quan l’ EF és més gran que el R el signe negatiu de la diferència s'associa més intuïtivament amb la idea d‘un ‘Dèficit fiscal’ del territori/unitat autònoma corresponent, en el sentit de que fiscalment ha contribuït més, al conjunt estatal/federal, del que li ha ‘retornat’.

## La Balança/Dèficit Fiscal de Catalunya. - Darreres xifres oficials publicades
Tant el Ministeri d’Hisenda com el Departament d’Economia i Finances de la Generalitat (DEG) han publicat informes amb càlculs de la Balança Fiscal per a diversos anys. I es pot anticipar que no són exactament coincidents; tot i partir de les mateixes xifres de base: el “Sistema de Cuentas Públicas Territorializadas”. En el cas del Ministeri, les darrers dades, publicades el 2017, corresponen a l’any 2014. Segons l’informe corresponent, tal any els saldos fiscals varen ser desfavorables (dèficit) per a tres CA: Madrid (14.189 M€), Catalunya (4.046 M€) i Balears (657 M€). I favorables (superàvit) per a la resta de CA. En conjunt, les xifres més actuals disponibles (finals 2020) corresponen als anys 2014 (Ministeri i Generalitat), 2015 i 2016 (sols Generalitat).
Tot i partir de les mateixes dades de base, Ministeri i Generalitat, no arriben exactament a la mateixa xifra. La causa és que en el informes de la Generalitat s'exclouen dels Retorns indirectes (Ri) certes partides de les despeses centrals o d’Estat; (cal entendre que per estimar la Generalitat que no beneficien realment als ciutadans de Catalunya); majoritàriament es tracta de despeses d’Exteriors i de Defensa. Concretament per al 2014, això significa que la Generalitat compta 2.098 milions d'Euros menys que el Ministeri pel que fa a 'part proporcional de les despeses centrals, d'Estat', Ri. Conseqüentment, la xifra de dèficit fiscal segons la Generalitat és 2.098 M€ més alta que la del Ministeri. I aquest és el motiu de que donin xifres diferents. 
Les darreres dades clarament comparables disponibles (a data Juliol 2020) són les publicades al Juliol de 2017, referides a l'any 2014. Posteriorment (gener 2020), la Generalitat ha publicat els seus càlculs per als anys 2015 i 2016 –però no així el Ministeri.
```
 
```

```
 Any 
2014
   
2015
 
2016
```

```
_ Ministeri Generalitat M__ __ G__ __M __   __ G__
```

Esforç Fiscal  EF   EF
(-) Retorn Directe - Rd   - Rd
(-) Retorn indirecte   - Ri   - (Ri – 2.098) ______ _____   ______ _____
Dèficit* (milions d’€)   4.046   6.144 n.p.   8.430 n.p.  7.981
% sobre el PIB català 2,1 %   3,1 % 4,1 % 3,8%
Esquemàticament: 

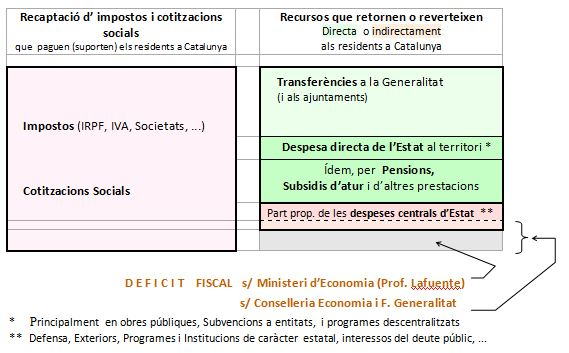
Esquema Balança Fiscal, (Esforç Fiscal) - (Retorns al territori), prenent les dades del 2014 com a referència.

Resumit d’una altra manera: l’anterior dèficit fiscal (prenguem la xifra de la Generalitat o la del Ministeri) constitueix la contribució de Catalunya –és a dir, dels seus ciutadans, empreses, etc., els que suporten els impostos i cotitzacions socials– a la solidaritat interterritorial a Espanya: d’un 2,1% del PIB català segons les xifres del Ministeri, i d’un 3,1 % del PIB segons la rectificació d’aquestes que fa la Generalitat.

## Conceptes alternatius
Especialment als informes de la Generalitat, i d’alguns acadèmics, trobem dos definicions addicionals, referides però a conceptes diferents al de Balança/dèficit fiscal ‘observada’ o pròpiament dita, en el sentit anterior. Per una banda, l'anomenat 'mètode de càlcul dels fluxos monetaris' -que, en línies generals no compta els Retorns indirectes, en la mesura que no es gasten monetàriament al propi territori de Catalunya- i, per altra, el concepte teòric de ‘balança fiscal monetària neutralitzada', consistent en fer un càlcul referit a una suposició ucrònica del tipus "què hagués passat (p.e., a l’any 2014) si ...".